# ال‌جی ایجیس
ال‌جی ایجیس (به انگلیسی: LG Aegis (MG320))، یک‌نمونه از گوشی‌های تلفن همراه سری آمریکای لاتین (به انگلیسی: Latin America (MG)) شرکت ال‌جی الکترونیکس می‌باشد که توسط همین شرکت به بازار عرضه شده‌است.